# Endeodes basalis
Endeodes basalis is een keversoort uit de familie van de Melyridae. De wetenschappelijke naam van de soort is voor het eerst geldig gepubliceerd in 1852 door LeConte.